# Gilchrist Olympio
Gilchrist Olympio (Lomé, 26 december 1936) is de zoon van de vroegere Togolese president Sylvanus Olympio (1902-1963). 
President Sylvanus Olympio kwam tijdens een tegen hem gerichte staatsgreep van kolonel Étienne Eyadéma in januari 1963 om het leven. Na de moord op zijn vader leefde Gilchrist Olympio in ballingschap in de Verenigde Staten van Amerika waar hij jarenlang voor het Internationaal Monetair Fonds (IMF) werkte.
Toen in 1991 een begin werd gemaakt van de politieke liberalisering in Togo keerde Olympio naar zijn geboorteland terug. In augustus van 1991 werd hij in de Nationale Conferentie gekozen. De Nationale Conferentie was opgericht om vaart achter de democratisering van het land te zetten.
In 1992 werd hij voorzitter van de Union des forces le changement (UFC). In datzelfde jaar wist president Eyadéma zijn positie weer te versterken en braken er onlusten uit tussen voor- en tegenstanders van de president. Olympio raakte op 5 mei 1992 gewond bij een aanslag. Hij werd getroffen door acht kogels. Bij de aanslag, gepleegd tijdens een verkiezingsbijeenkomst niet ver van de hoofdstad Lomé, kwamen drie aanhangers van Olympio om het leven. Olympio werd na de aanslag zwaargewond overgebracht naar het naburige Benin en na een spoedoperatie gisteren naar Parijs overgevlogen. 
Een dag later brak in geheel Togo onrust uit. Demonstranten in Lomé stelden president Eyadema verantwoordelijk voor de aanslag; de vakbonden kondigden uit protest een algemene staking van 72 uur af. Duizenden woedende inwoners 
van Togo maakten Eyadema uit voor "moordenaar" bij het presidentiële paleis in Lomé.

In 1993 en in 1998 werd het hem verboden zich als presidentskandidaat verkiesbaar te stellen. In 2003 werd door de kiescommissie zijn "dossier incompleet" bevonden en werd het hem opnieuw niet toegestaan zich voor de verkiezingen te kandideren. Aan de (tussentijdse) verkiezingen van 2005 en de verkiezingen van 2010 heeft Olympio niet deel mogen nemen. In zijn plaats probeerde Emmanuel Akitani-Bob, vicevoorzitter van de UFC, tevergeefs om president te worden.